# Aleksei Navalnîi
Aleksei Anatolievici Navalnîi (în rusă Алексе́й Анато́льевич Нава́льный; n. 4 iunie 1976, Butîn⁠(d), Moscova, RSFS Rusă, URSS – d. 16 februarie 2024, IK-3 Harp⁠(d), Regiunea Tiumen, Rusia) a fost un jurist, activist și politician rus. Din 2009 a căpătat popularitate în Rusia și în mass-media rusă și cea internațională, criticând corupția și regimul lui Vladimir Putin. El a organizat demonstrații de amploare promovând democrația și condamnând corupția politică din Rusia, „atacându-l” pe Putin și aliații săi. În 2012, The Wall Street Journal l-a descris pe Navalnîi ca fiind „omul de care Vladimir Putin se teme cel mai mult”. În septembrie 2013, Navalnîi a candidat la funcția de primar al Moscovei, pierzând cursa în fața lui Serghei Sobianin (candidatul lui Putin), cu 27% din voturi.
Aleksei Navalnîi a fost laureatul Premiului Saharov pentru libertarea de gândire 2021.

## Acuzații, arestări
Navalnîi a fost arestat de numeroase ori de autoritățile ruse, cel mai serios caz fiind în 2012, când autoritățile federale l-au acuzat de fraude și delapidări, acuzații respinse de acesta.
În iulie 2013, opozantul rus a fost condamnat pentru delapidare, la cinci ani de colonie cu regim obișnuit. Fiind reținut chiar în sala de judecată, Navalnîi a fost eliberat a doua zi, printr-o altă decizie de judecată, sub măsura obligării sale de a nu părăsi țara. Pe 16 octombrie 2013, instanța i-a schimbat sentința în condamnare cu suspendare.

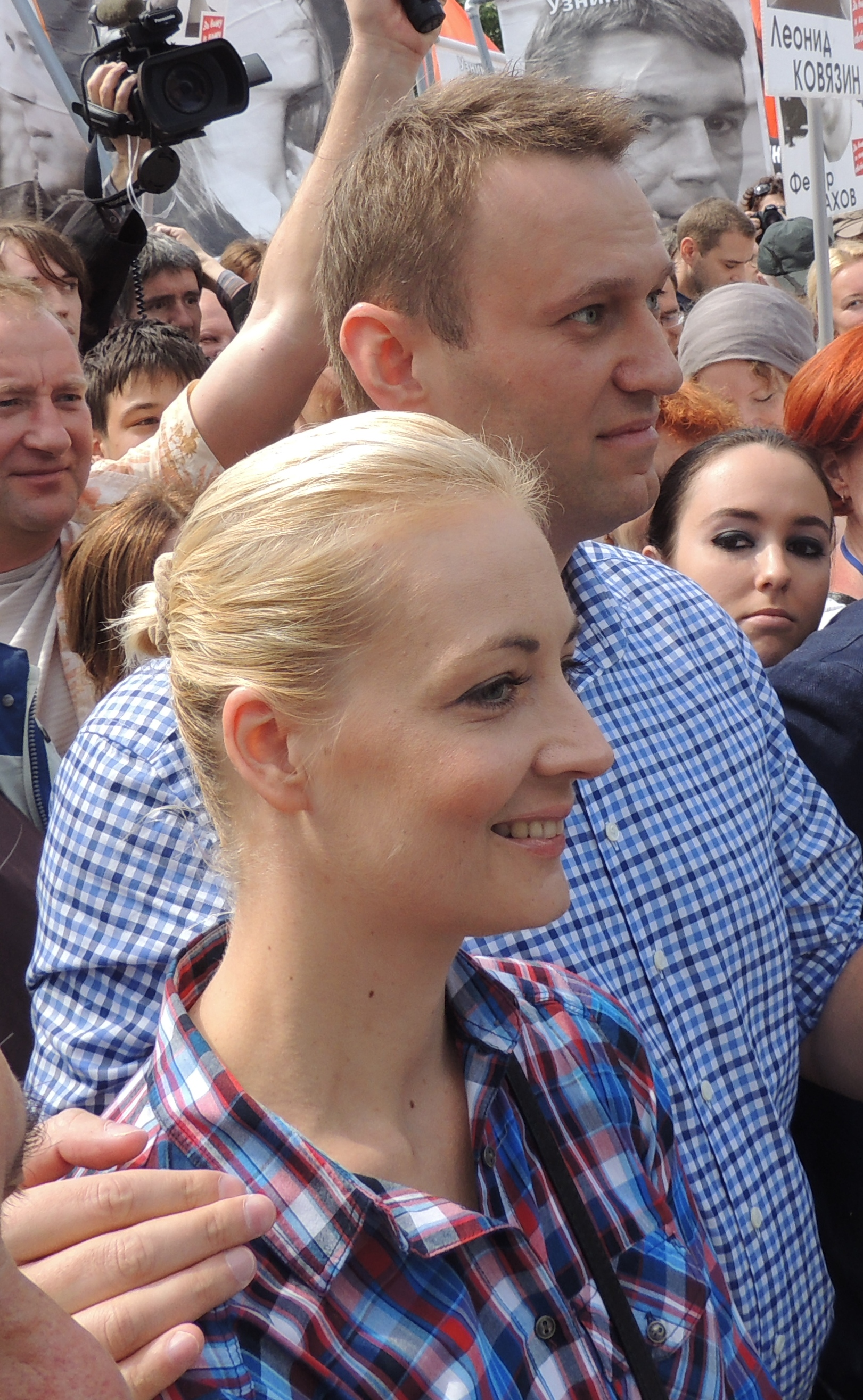
Aleksei Navalnîi și soția sa, Iulia

Pe 28 februarie 2014, o altă instanță de judecată i-a schimbat sentința lui Navalnîi din interdicție de a părăsi țara în arest la domiciliu până la 28 aprilie. Ulterior, arestul la domiciliu i-a fost prelungit regulat până la 15 februarie 2015. Pe 20 februarie 2015, Navalnîi a fost supus unui arest administrativ pentru 15 zile pentru agitație în metrou.
Pe 19 decembrie 2014, procuratura a cerut 10 ani de închisoare pentru Navalnîi în cazul «Yves Rocher», în care el și fratele său, Oleg, au fost  învinuiți de furt de mijloace financiare de la firma «Yves Rocher Восток». Aleksei a respins acuzațiile și pe 30 decembrie 2014, instanța l-a condamnat la 3 ani și 6 luni cu suspendare; în timp ce fratele său a primit același termen cu executare.

## Otrăvire, spitalizare, condamnare
Pe 20 august 2020, în timpul unui zbor de la Tomsk la Moscova, Navalnîi s-a simțit foarte rău, fiind spitalizat la Urgența Spitalului Municipal 1 din Omsk (în original, în limba rusă Городская клиническая больница скорой медицинской помощи №1), oraș în care avionul, în care se găsea politicianul rus, a efectuat o aterizare de urgență. Schimbarea stării sale de sănătate a fost abruptă și violentă conform unei filmări a momentelor de criză, care arată cum membri ai echipajului avionului se îndreptau spre Navalnîi, care urla de durere.
- 22 august 2020 — Aleksei Navalnîi ajunge la un spital din Germania (Spitalul Charité din Berlin)[59]
- 24 august 2020 — Spitalul Charité din Berlin a anunțat că datele clinice indică faptul că politicianul rus de opoziție Aleksei Navalnîi prezintă „urme de otrăvire”. Teste ulterioare vor determina exact tipul otrăvii.[60]
- 2 septembrie 2020 — „Opozantul rus Aleksei Navalnîi a fost otrăvit cu noviciok” - (nume științific en Cholinesterase inhibitor), a declarat cancelarul german Angela Merkel.
- 7 septembrie 2020 — „[Pacientul] a fost scos din coma indusă și ... ” [61]

Alexei Navalnîi s-a întors în Rusia în 2021, după ce a fost tratat în Germania. În Rusia a fost reținut și a fost condamnat în mai multe dosare.

## Moarte
În 16 Februarie 2024, Serviciul Penitenciar Rus a anunțat moartea lui Aleksei Navalnîi într-o închisoare din Districtul autonom Iamalia-Neneția, nu s-ar fi simțit bine în acea dimineață acesta și-a pierdut conștiința, iar apoi viața, după ce a fost scos la plimbare în curtea închisorii. 
Închisoarea afirmă că „Au fost luate toate măsurile de resuscitare, dar acestea nu au produs un rezultat pozitiv”.
Purtătoarea de cuvânt al lui Aleksei Navalnîi a relatat pe un live că nu se poate confirma moartea acestuia până când avocatul lui poate să ajungă la închisoarea unde Navalnîi a fost condamnat, dar crede că acesta este decedat.

## Familie, viață personală
Aleksei Navalnîi a fost căsătorit cu Iulia Navalnaia și au avut împreună doi copii, o fiică pe nume Daria (n. 2001) și un fiu pe nume Zahár (n. 2008).

### Articole
- ru Navalny biography
- ru Navalny biography in photographs
- ru Reactions to Navalny's sentence
- en The Guardian
- en The Telegraph
- en The Washington Post
- en The Wall Street Journal